# Paul von Joukowsky
Paul von Joukowsky (russisch Павел Васильевич Жуковский/Pawel Wassiljewitsch Schukowski; * 13. Januar 1845 in Sachsenhausen; † 26. August 1912 in Weimar) war ein russisch-deutscher Bühnenbildner und Schriftsteller.

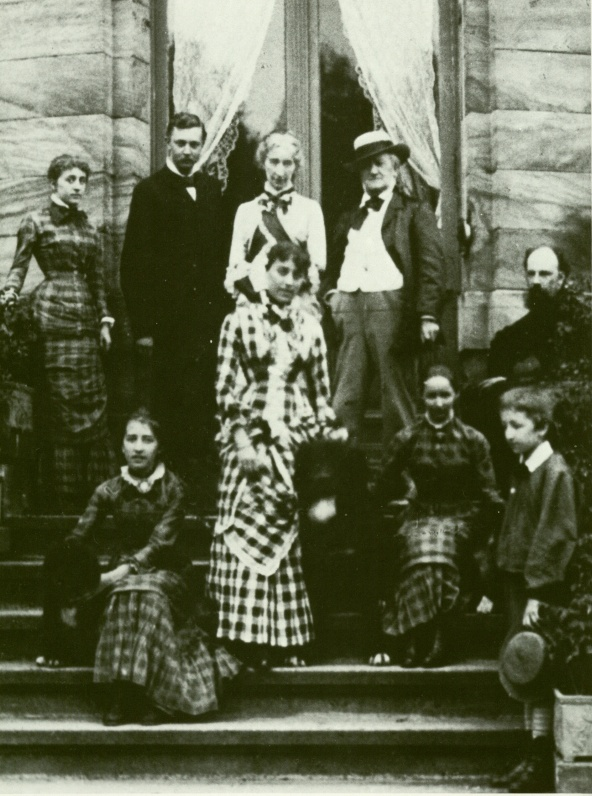
Paul von Joukowsky (rechts) mit der Familie Wagner (1881)

## Leben
Paul Joukowsky war der Sohn des russischen Dichters Wassili Andrejewitsch Schukowski. 1863/64 unternahm er mit Hermann Ohl als Hofmeister eine Grand Tour nach Rom, Neapel und Bonn.
Bei Richard und Cosima Wagner wurde er in der Villa d’Angri bei Neapel am 18. Januar 1880 eingeführt.
Später begleitete er sie bei ihren Besuchen nach Ravello und Siena, entwarf die Kostüme und vier der fünf Szenenbilder für die Uraufführung von Wagners Oper Parsifal, zu denen er sich auf den Reisen mit dem Ehepaar Wagner inspirieren ließ. Der Lebensgefährte von Joukowsky war der Italiener Peppino.